# Guy Hamilton
Guy Ian Hamilton (Parigi, 16 settembre 1922 – Maiorca, 20 aprile 2016) è stato un regista e sceneggiatore britannico noto per essere un componente della squadra di James Bond di Albert "Cubby" Broccoli titolare della EON Productions produttrice di tutti i film di James Bond; Hamilton girò 4 film della serie.

## Biografia
Figlio di un diplomatico inglese, nacque e visse a lungo in Francia dove rimase folgorato dal cinema di Jean Renoir, tanto da abbandonare l'idea di seguire le orme paterne nel corpo diplomatico.
Dopo la guerra lavorò a fianco del regista inglese Carol Reed, per poi dirigere il suo primo film nel 1952. Nell'arco della sua carriera, durata fino agli anni ottanta, diresse 22 film, tra cui quattro della serie di James Bond (due con Sean Connery e due con Roger Moore). Alla fine degli anni ottanta si ritirò a vivere sull'isola di Maiorca con la seconda moglie, l'attrice francese Kerima. Morì nel 2016 all'età di 93 anni.

## Filmografia

### Regista
- L'uomo dai cento volti (The Ringer) (1952)
- The Intruder (1953)
- An Inspector Calls (1954)
- La giungla degli implacabili (The Colditz Story) (1955)
- Charley Moon (1956)
- Manuela (1957)
- Quasi una truffa (A Touch of Larceny) (1959)
- Il discepolo del diavolo (The Devil's Disciple) (1959)
- I due nemici (The Best of Enemies) (1962)
- Tra due fuochi (Man in the Middle) (1964)
- Agente 007 - Missione Goldfinger (Goldfinger) (1964)
- The Party's Over (1965)
- Funerale a Berlino (Funeral in Berlin) (1966)
- I lunghi giorni delle aquile (Battle of Britain) (1969)
- Agente 007 - Una cascata di diamanti (Diamonds Are Forever) (1971)
- Agente 007 - Vivi e lascia morire (Live and Let Die) (1973)
- Agente 007 - L'uomo dalla pistola d'oro (The Man with the Golden Gun) (1974)
- Forza 10 da Navarone (Force 10 from Navarone) (1978)
- Assassinio allo specchio (The Mirror Crack'd) (1980)
- Delitto sotto il sole (Evil Under the Sun) (1982)
- Il mio nome è Remo Williams (Remo Williams: The Adventure Begins) (1985)
- Se ti piace... vai... (Try This One for Size) (1989)
- On Location with 'The Man with the Golden Gun' (2006) - cortometraggio - documentario

### Assistente alla regia
- Sono un criminale (They Made Me a Fugitive), regia di Alberto Cavalcanti (1947)
- Carnefice di me stesso (Mine Own Executioner), regia di Anthony Kimmins (1947)
- Anna Karenina, regia di Julien Duvivier (1948)
- Idolo infranto (The Fallen Idol), regia di Carol Reed (1948)
- La strada proibita (Britannia Mews), regia di Jean Negulesco (1949)
- Il terzo uomo (The Third Man), regia di Carol Reed (1949)
- Segreto di stato (State Secret), regia di Sidney Gilliat (1950)
- The Angel with the Trumpet, regia di Anthony Bushell (1950)
- La regina d'Africa (The African Queen), regia di John Huston (1951)
- L'avventuriero della Malesia (Outcast of the Islands), regia di Carol Reed (1951)
- Home at Seven, regia di Ralph Richardson (1952)

### Sceneggiatore
- La giungla degli implacabili (The Colditz Story) regia di Guy Hamilton (1955)
- Manuela regia di Guy Hamilton (1957)